# Североевропейская раса
Североевропейская или североевропеоидная раса — малая раса в составе большой европеоидной расы. Характеризуется светлой пигментацией волос (от совсем светлых до средне-коричневых) и глаз, средним или высоким переносьем с прямой спинкой носа, среднеразвитой бородой, средним ростом. К североевропейской расе относятся большинство народов Северной и Северо-Восточной Европы.
Выделение своеобразного североевропейского типа внутри европеоидной расы всегда было типичной чертой расовых классификаций. Для североевропеоидной расы характерны депигментация и сохранение в большей степени (по сравнению с южными европеоидами) протоморфных реликтовых особенностей ранних европеоидов. Н. Н. Чебоксаров в 1936 году высказал гипотезу о посветлении северных европеоидов вследствие перехода рецессивных генов в гомозиготное состояние.
Ареал североевропеоидной расы делится на два подареала — западный и восточный. На востоке имеет место некоторое усиление тех признаков[каких?], которые в максимальной степени выражены у представителей монголоидной расы.
В расовой классификации В. П. Алексеева североевропейская или балтийская малая раса делится на три группы популяций: западнобалтийскую, восточнобалтийскую и лапоноидную. Аналогичная схема деления северных европеоидов принята М. Г. Абдушелишвили (1990).